# Transicions cinematogràfiques (efectes especials)
La transició és un efecte especial que s'utilitza per indicar l'aparició d'una diapositiva durant una presentació amb diapositives. Generalment aquesta tècnica es posa en pràctica durant el procés de post producció (en cas que es tracti d'una producció d'una pel·lícula o obra cinematogràfica). Comunament s'utilitza un tall normal i s'afegeix la següent imatge. Molts films també inclouen l'ús selectiu d'un altre tipus de transicions, generalment per transmetre cert to o estat d'ànim, suggerir el pas del temps, o separar parts de la història. Aquestes altres transicions poden incloure fosses, tall en L, continuïtats, escombratges, i esvaïments, com per exemple, fer aparèixer gradualment des d'un fons negre o dissoldre una diapositiva fins a l'aparició d'una altra. Es pot triar la transició que es desitgi i variar la velocitat de cadascuna.
- Existeixen molts tipus de transicions (persianes, quadres bicolores, escombratge, cobrir, tallar, empènyer, dissoldre, etc. ja anomenades), moltes de les quals disposen de varietats per a les diferents direccions possibles (des de dalt, esquerra, a baix, dreta).

- Una transició és un efecte animat que facilita, o emfatitza, el pas d'un clip al següent. La transició proporciona un pont entre dos clips de pantalla completa (o entre un clip i la foscor si la transició només té un clip contigu, com en el començament de la pel·lícula), enllaçant dues sobreimpressions, o una sobreimpressió i una transparència.

## Transicions curtes
Tota pel·lícula avui dia, ja sigui d'acció en viu, generada per un ordinador, o tradicionalment dibuixada a mà, és elaborada a partir de centenars de preses individuals que es col·loquen juntes durant l'edició per formar una sola pel·lícula que serà visualitzada per l'espectador. La transició de les preses és la manera en què dos d'aquests plànols individuals s'uneixen.

### Tall
El tipus de transició més bàsic, el tall és la manera més comuna d'unir dos plànols. Essencialment és la continuació de dos plànols diferents en el mateix temps i espai. És tan bàsic que no es necessita cap procés especial per generar un tall; les dues tires de pel·lícula són simplement executades una després de l'altra. Durant la visualització de la pel·lícula, és quan una imatge en pantalla és instantàniament reemplaçada per una altra, sovint canviant el tipus d'angle de la càmera. Encara que és simple en la seva construcció, el subjecte principal en cada costat del tall pot tenir implicacions de gran abast en la pel·lícula.
La presa A acaba abruptament i la presa B comença.

#### Tall de contrast
Un editor pot estratègicament fer un tall per juxtaposar dos subjectes. Per exemple, algú somiant amb un camp de flors, presa A, pot de sobte despertar-se en un edifici en flames, presa B. El so seria pacífic i serè en la presa A, i sobtadament seria alt i sorollós en la presa B. Aquest contrast entre pau i caos és intensificat a través d'aquesta transició sobtada.

#### Tall en L
Un tall en L és una tècnica d'edició que consisteix en un tall que ocorre a diferent temps per a àudio que per video. Per exemple, podem sentir les veus dels personatges uns segons abans que els vegem en pantalla. Per aconseguir aquest efecte, l'editor ha de fer un tall amb forma de L en la mateixa tira de la pel·lícula. Fins i tot avui dia, amb l'arribada del sistema d'edició no linear computarizat, la representació digital de la pel·lícula al programa encara comporta aquesta aparença amb forma de L.

#### Continuïtat
La continuïtat uneix dues peces d'un film que conten dos objectes de mesures similars en punts similars dins de l'enquadrament. Un dels exemples més famosos d'aquest tipus d'edició és en 2001: Una odissea de l'espai on un os llançat per un simi prehistòric talla amb el plànol d'una futurista estació espacial.

#### Tall invisible
Igual que en la continuïtat, el tall invisible pretén unir dues preses amb enquadraments similars. No obstant això, el tall invisible és dissenyat per amagar completament la transició al públic. L'espectador pot deduir que el tall ha tingut lloc, però hi hauria certa dificultat per determinar amb precisió el moment exacte. Per exemple, si un personatge camina cap a la càmera, cobrint-la completament, el tall s'introdueix quan l'esquena del personatge es mostra allunyant-se. El tall invisible també pot amagar-se amb una fuetada, afegint o llevant un mitjà molt fosc o molt il·luminat, o per un objecte creuant la pantalla.

#### Transició en paral·lel
Per exemple, imagini una escena d'acció on l'heroi de la pel·lícula és perseguit pel vilà. Per aconseguir que tota l'escena de la persecució tant l'heroi com el vilà càpiguen en el marc de la pel·lícula en el mateix temps, resultaria complicat i poc atractiu tot plegat. Una forma fàcil de solucionar aquest problema és mitjançant l'ús dels talls en paral·lel. En aquest exemple, l'escena consistiria en diverses preses de l'heroi corrent en una direcció, i altres preses del vilà corrent en la mateixa direcció. Potser en un punt de la seqüència, l'heroi mira cap enrere, fora de l'enquadrament, cap al seu perseguidor. Just en aquest moment, l'editor inseriria un plànol del vilà. Cap dels dos personatges ocupa el mateix espai en la pantalla, però l'audiència sobreentén que un persegueix a l'altre. Aquesta tècnica apareix parodiada en la pel·lícula "Naked Gun 2½", on l'edició intercala el vilà i l'heroi lluitant entre ells, i finalment en una presa llarga ens adonem que de fet es troben a una distància de quatre peus l'un de l'altre.

#### Tall de salt
Un tall de salt és normalment el resultat d'un error en la continuïtat, i no es tracta d'una elecció molt estilística per part del director. Un tall de salt té lloc quan un tall, dissenyat per actuar merament com un canvi d'angle de càmera (menys de 30 graus), revela certa discrepància en la continuïtat de dues preses. Per exemple, si un personatge té la seva mà sobre la seva boca en un plànol mitjà, i no apareix en un plànol de detall, aquest petit detall, que probablement va passar desapercebut durant la gravació de les preses, ara resulta ser massa evident per a l'espectador.

### Fosa d'entrada/de sortida
La fosa té lloc quan gradualment la imatge canvia a un pla d'un sol color, generalment negre, o quan una imatge apareix gradualment en pantalla. La fosa d'entrada normalment té lloc a l'inici de la pel·lícula, mentre que la de sortida es troba típicament al seu final.

#### Esvaïment
Com en la fosa, l'esvaïment consisteix en el canvi gradual de la visibilitat de la imatge. No obstant això, en lloc d'una transició de la presa a un plànol en color, un esvaïment consisteix en el canvi gradual d'una presa a una altra presa. Els esvaïments, igual que els talls, poden usar-se per connectar dos objectes diferents, per exemple un home explicant una història i una imatge visual d'aquesta història.

### Escombratge
L'escombratge consisteix en el reemplaçament d'un plànol per un altre, amb moviment des d'un costat de l'enquadrament cap a l'altre costat. Pensi en una línia vertical passant des de la part dreta del marc cap a la part esquerra d'aquest. En la part de l'esquerra d'aquesta línia, tenim la presa A, i en la part de la dreta d'aquesta línia tenim la presa B. Quan aquesta línia arriba a la part esquerra del marc, la presa B omplirà tota la pantalla, i la transició ja serà completada. Aquest exemple descriu un escombratge de línia vertical, i es tracta d'un de tots els tipus d'escombratge que existeixen.
Un altre tipus d'escombratge molt comú utilitza objectes de la pròpia escena en lloc de línies verticals invisibles. Una interessant aplicació d'aquesta tècnica és la creació de la il·lusió que la càmera travessa el sostre de la planta baixa d'una casa amb diversos pisos fins al sòl del pis de dalt. En aquest cas, la presa A consistiria en la càmera arribant fins al sostre, i la presa B consistiria en la càmera "aixecant-se" des del sòl. La transició d'escombratge dona la impressió que la càmera està travessant entre els sòls d'una casa.

#### Escombratge d'iris
La forma de l'escombratge també pot ser circular mitjançant l'ús de l'iris de la càmera. Amb el tancament de l'iris, un cercle borrós escombra l'escena fins al centre de l'enquadrament, atorgant atenció al subjecte que ocupa el centre de la imatge.

### Morphing
Encara que no sempre confinat amb transicions cinematogràfiques, un morph pot entendre's com la combinació entre un esvaïment i efectes especials. En lloc de simplement barrejar tots els colors junts, aquesta tècnica és capaç de remodelar gradualment un objecte per convertir-lo en un altre de diferent, creant molta més connexió que el que podria oferir un simple esvaïment. Un exemple famós es pot trobar en el final de la pel·lícula Salvar al Soldat Ryan. La cara del soldat jove Ryan (interpretat per Matt Damon) és lentament transformada en el rostre del vell soldat Ryan (interpretat per Harrison Young), quan al mateix temps el fons de la ciutat on hi té lloc el transcurs durant la Segona Guerra Mundial és esvaït fins a un cementiri en el temps modern; no hi ha dubte per a l'audiència que els dos homes es tracten d'un i el mateix.